# Quang Sơn, Tín Dương

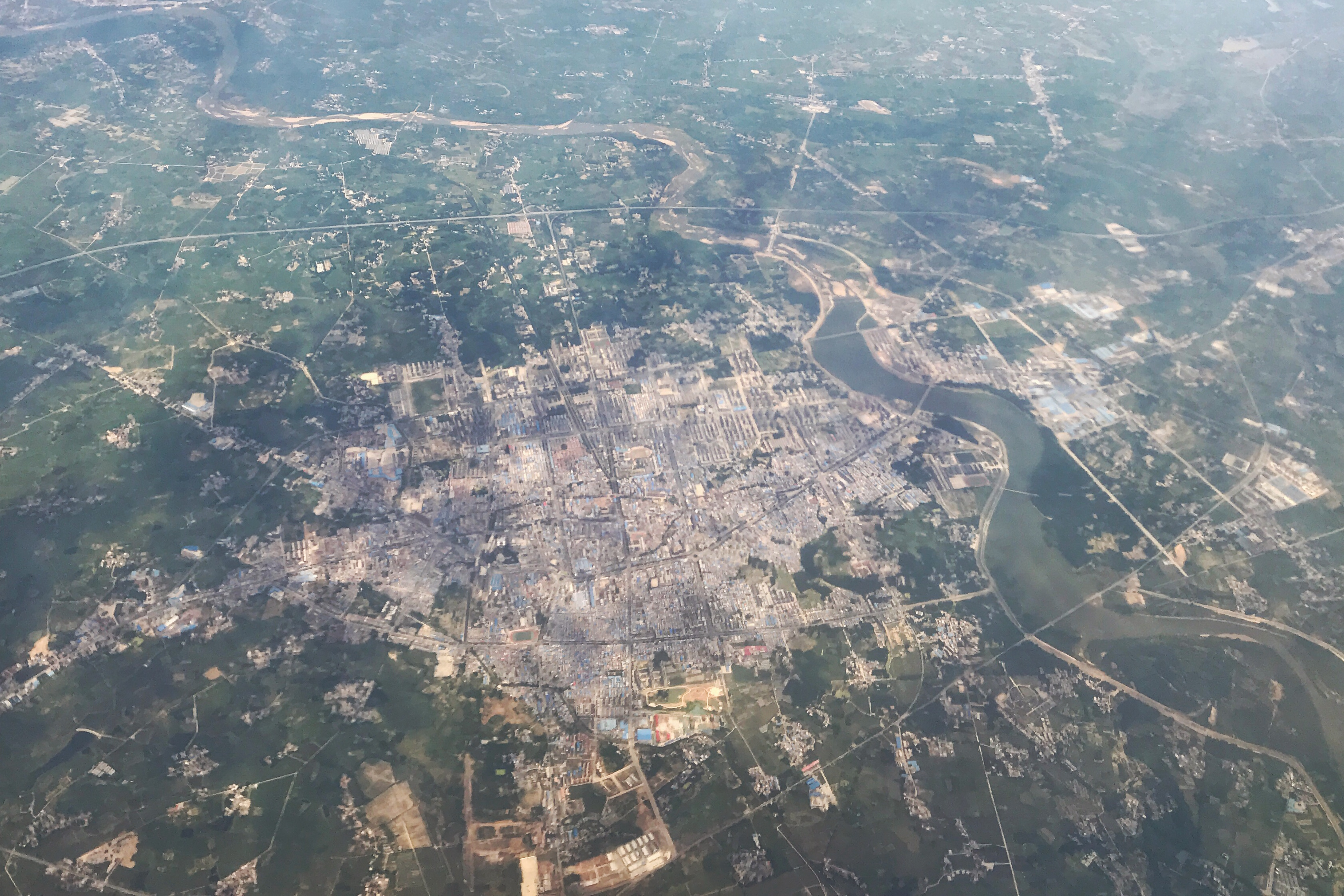
Quang Sơn

Quang Sơn (chữ Hán giản thể: 光山县, Hán Việt: Quang Sơn huyện) là một huyện của địa cấp thị Tín Dương, tỉnh Hà Nam, Cộng hòa Nhân dân Trung Hoa. Huyện này có diện tích 1629 km2, dân số năm 2002 là 790.000 người. 
Huyện Hoài Tân được chia ra các đơn vị hành chính:
- Nhai đạo: Huyền Sơn và Sài Thủy
- Trấn: Tôn Thiết Phô, Bát Pha Hà, Bạch Tước, Thập Lý Miếu, Mã Bản, Chuyên Kiều và Trại Hà.
- Hương: Đài Yến Hà, Hoè Điếm, Ân Bằng, Văn Thù, Tiên Cư, Bắc Hướng Điếm, Nam Hướng Điếm, La Trần, Mộc Sơn và Lương Đình.